# Мозарабски език
Мозарабски език или Андалуски романски език е термин, с който се назовава диалектен континуум от романски диалекти, говорени от християните във владените от мюсюлмани части на Иберийския полуостров. Мозарабският е наследник на късния латински и ранните романски диалекти, говорени на полуострова от 5 до 8 век и е говорен до 14 век. Тези диалекти са наречени мозарабски език от испански учени в 19 век, макар те никога да не са имали общ стандарт. Думата мозарабски е заемка от арабски език на арабски: مُستَعرَب муста'раб, означаваща „арабизиран“.
Мозарабският изчезва със задълбочаването на ислямизацията и арабизацията под натиска на арабския и с напредването на Реконкистата под натиска на северните иберийски романски езици - каталонския, арагонския, кастилския, астуро-леонския и португалския.

## Име
Въпреки че името мозарабски днес се използва за много романски диалекти като лузитански, мурсийски, севилски, валенсиански ендонимът на езика е Latinus или Latino, тоест латински, като говорещите го също не наричат себе си мозараби. Едва през 19 век испанските историци започват да използват думите мозараби и мозарабски за обозначаване на християните, живеещи под мюсюлманско управление на Иберийския полуостров през Средновековието и на техния език. Друг много често срещан арабски екзоним за този език е ал-аджамия, тоест чужд, който означава романски език в Ал-Андалус.
Роджър Райт, в книгата си за развитието на ранните романски езици във Франция и Иберийския полуостров „Късният латински и ранният романски в Испания и Каролингска Франция“ пише:
| „ | Ранният романски на Мюсюлманска Испания е известен на говорещите го като Latinus. Тази дума може да доведе до объркване; вестготските учени я използват за противопоставяне на гръцки или на иврит, а Симоне (1888: XXIII-IV, XXXV-VII) установява, че в Мюсюлманска Испания тя е била използвана за обозначаване на неарабските говори (както и арабското ал-латини)... Използването на Latinus за обозначаване на латински-романски, като опозиция на арабски, също се открива и на север от религиозната граница. | “ |

Или Latinus или Latino означава говорим романски език и контрастът с класическия латински се появява няколко века по-късно. Носителите на романските езици на Иберийския полуостров наричат своя език латински и класическият латински се разглежда като висок стил, а не като различен език. Името е запазено и в наименованието на езика на сефарадските иберийски евреи – ладински (ладино), както и в името на ретороманския ладински език (ладино).

## Писменост
Тъй като мозарабският не е език на високата култура, той няма официална писменост. За разлика от повечето романски езици мозарабският е писан предимно с арабица, а не с латинска азбука, макар да има текстове и на латиница, както и, по-рядко, с еврейски букви.
Първите текстове на мозарабски са харчи от 11 век в арабски текстове. Тъй като са написани на арабица, гласните трябва да бъдат реконструирани. Текстове на мозарабски има запазени и по полетата на латински ръкописи.

## Морфология и фонетика
Фонологията на мозарабския е по-архаична в сравнение с другите романски езици в Испания, което доказва общата идея, че езиковите разновидности в по-отдалечени или периферни райони се превръщат в „острови на консерватизъм“. Въз основа на писмени документи, идентифицирани като мозрабски, могат да се изведат някои примери за тези по-архаични черти:
- Запазването на латинските групи съгласни cl, fl, pl.
- Отсъствие на лениция на интервокални p, t, c (k), като например в мозарабското lopa (вълчица), toto (всичко) и formica (мравка).
- Представяне на латинската група /kt/ като /ht/ (nohte < noctem, нощ), смятано за междинна незасвидетелствана другаде стъпка от прехода /kt/ > /jt/, завършен в португалския (noite).
- Запазването на палатализираното /k(e)/, /k(i)/ като /tʃ/ (като в италианския), а не като /ts/, наблюдавано във всички други западни романски езици (без пикардийски и нормански северно от Линията Жоре.
- Запазването (поне в някои области) на оригиналните /au/, /ai/.

Морфологията на някои думи е по-близо до латинския от другите иберийски романски езици или романските езици изобщо. Мозарабският има значително влияние при формирането на португалския, кастилския и особено андалуския кастилски.

## Примерен текст (11 век)
| Мозарабски: | Кастилски: | Каталонски: | Португалски: | Латински: | Български |
| Mio sîdî ïbrâhîm yâ tú, uemme dolge! Fente mib de nohte. In non, si non keris, irey-me tib, gari-me a ob legar-te. | Mi señor Ibrahim, ¡Oh tú, hombre dulce! Ven a mí de noche. Si no, si no quieres, yo me iré contigo, dime dónde encontrarte. | El meu senyor Ibrahim, oh tu, home dolç! Vine't a mi de nit. Si no, si no vols, aniré'm a tu, digues-me a on trobar-te. | Meu senhor Ibrahim, ó tu, homem doce! Vem a mim de noite. Se não, se não quiseres, ir-me-ei a ti, diz-me onde encontrar-te. | O domine mi Ibrahim, o tu, homo dulcis! Veni mihi nocte. Si non, si non vis, ibo tibi, dic mihi ubi te inveniam. | Господарю мой, Ибрахим, о, ти, сладък мъж, ела при мен нощес. Ако не, ако не искаш, аз ще дойда при теб, кажи ми къде да те открия. |